# 테미스토클레스
테미스토클레스(그리스어: Θεμιστοκλῆς, 영어: Themistocles, 기원전 524년 ~ 기원전 459년)는 고대 아테나이의 정치인, 군인이다. 아테나이의 해군력을 그리스 제일로 성장시켜, 페르시아 전쟁의 승리를 이끌었다.

## 배경과 초기 생애
아테나이의 명문에서 태어나 기원전 493년 집정관으로 뽑혔다. 페르시아의 위협에 대비하여 페이라이에우스(지금의 피레아스) 군항 건설과 해군 증강에 착수하였다. 정적이며 육군 증강론자인 밀티아데스가 죽은(기원전 489년) 후 세력을 강화하였다.
기원전 483년에는 라우레이온 은광산에서 나오는 수익을 군함건조에 충당하도록 민회를 설득, 이에 반대하는 아리스테이데스를 도편추방하고, 200척의 삼단노선을 보유하게 하여 아테나이를 그리스 제일의 해군국으로 만들었다.

## 영웅 시절과 말년
기원전 480년에는 장군(스토라테고스)으로서 아테나이 함대를 지휘하고, 페르시아군이 육로로 아티카를 공격하자, 노인과 부녀자를 살라미스 등으로 피난시키고 나머지 전 아테나이 시민을 군함에 태웠다.
살라미스에 집결한 그리스 연합 함대는 페르시아 해군과 결전을 하여, 그의 작전으로 대승을 었얻다. 그 후, 스파르타와의 갈등으로 인해 아테나이의 성벽을 재건하여 방비를 더욱 튼튼히 하였으나 점차 세력을 잃어, 기원전 472년 도편추방을 당하였다.
추방 중 페르시아 왕과 내통하고 있다는 모함으로 사형선고를 받자 소아시아로 탈출했고 페르시아의 아르타크세르크세스 1세 밑에서 마그네시아의 사트라프로 재임하다가 자살했다.

## 같이 보기
- 300: 제국의 부활 (2014년 3월 개봉)
- 살라미스 해전